# Yezoceras
Yezoceras — рід амонітів родини Nostoceratidae, що існував у пізній крейді (коньякський ярус, 89-86 млн років тому). Містить три види, рештки який виявлено на острові Хоккайдо в Японії.

## Таксономія
Два види, Yezoceras nodosum та Yezoceras myochubacularum, були виявлені у відкладах піздньої крейди в місті Мікаса на острові Хоккайдо. В 1977 році Мацумото Тацуро описав їх як новий рід. Назва роду походить від слів «Yezo» (стара назва Хоккайдо) і «ceras» («ріг»). Під час розкопок у місті Хаборо, що проходили з 2015 по 2018 роки виявлено вісім нових зразків, які у січні 2021 році було описано новий вид Yezoceras elegans.

## Види
- Yezoceras elegans Aiba, Karasawa & Iwasaki, 2021
- Yezoceras miotuberculatum Matsumoto, 1977
- Yezoceras nodosum Matsumoto, 1977